# 34 Cygni
34 Cygni (P Cygni) é uma estrela na direção da Cygnus. Possui uma ascensão reta de 20h 17m 47.20s e uma declinação de +38° 01′ 58.6″. Sua magnitude aparente é igual a 4.77. Considerando sua distância de 6269 anos-luz em relação à Terra, sua magnitude absoluta é igual a −6.65. Pertence à classe espectral B2pe. É uma estrela variável P Cygni. Possui  planetas confirmados. É uma estrela hipergigante e se tornou uma nova em 1600..